# Чагаев, Руслан Шамилович
Русла́н Шами́лович Чага́ев (тат. Ruslan Şamil ulı Çağayev, Руслан Шамил улы Чагаев; род. 19 октября 1978, Андижан) — узбекистанский боксёр-профессионал татарского происхождения, выступавший в тяжёлой весовой категории.
Двукратный чемпион мира среди любителей (1997, 2001). Чемпион Азии и мира среди любителей в тяжёлом весе (1998). Член сборной Узбекистана на XXVII летних Олимпийских играх в весовой категории до 91 кг (проиграл в четвертьфинале).
Чемпион мира в тяжёлом весе по версии WBA (2007—2009). Регулярный чемпион мира в тяжёлой весовой категории по версии WBA (2014—2016; 2016). Чемпион Азии по версии PABA (2013).
Сайт BoxRec ставит Чагаева на 7 место в рейтинге лучших азиатских боксеров всех времен и народов в независимости от весовой категории. По версии BoxRec, Чагаев также находился в десятке лучших тяжеловесов мира по итогам года на протяжении восьми лет подряд с 2004 по 2013 год; с 2005 по 2007 год он входил в тройку лучших тяжеловесов планеты.

## Любительская карьера
Чагаев — двукратный чемпион мира среди любителей.
- 1995 — Чемпион Азии среди любителей в тяжёлом весе.
- 1996 — Член Олимпийской сборной Узбекистана 1996 года в Атланте.
  - Проиграл Луану Красничи (Германия) PTS (4-12)
- 1996 — бронзовый призёр юношеского Чемпионата Мира в Гаване в тяжёлом весе.
  - Победил Марата Товмасяна (Армения) RSC-3
  - Проиграл Юркису Стерлину (Куба) PTS (11-14)
- 1997 — Чемпион мира в Будапеште в тяжелом весе (Был лишён короны по причине того, что провёл два профессиональных боя перед турниром. Восстановлен в чемпионских правах после того, как эти два боя были признаны выставочными. В сумме Чагаев победил в восьмидесяти двух из восьмидесяти пяти любительских боев.).
  - Победил Сергея Дычкова (Белоруссия) PTS (15-7)
  - Победил Джакоббе Фрагомени (Италия) PTS (18-4)
  - Победил Майка Хенке (Германия) PTS (12-7)
  - Победил Феликса Савона (Куба) PTS (14-4)
- 1998 — Золотая медаль в тяжелом весе на Чемпионате Азии 1998 года в Бангкоке.
  - Победил Музаффара Икбал Мирза (Пакистан) RSC-1
- 1999 — представлял Узбекистан на Чемпионате мира по любительскому боксу 1999 года в Хьюстоне в тяжелом весе.
  - Победил Гарта да Силву (Новая Зеландия) PTS
  - Победил Дэвида Тернера (Австралия) RSC-1
  - Проиграл Феликсу Савону (Куба) PTS (1-9)
- 1999 — Золотая медаль Азиатских игр[что?]
- 2000 — представлял Узбекистан на Летних Олимпийских играх 2000 года в Сиднее в тяжёлом весе.
  - Победил Александра Яценко (Украина) PTS (15-2)
  - Проиграл Владимиру Чантурия (Грузия) PTS (12-18)
- 2001 — выиграл золотую медаль на чемпионате мира по любительскому боксу 2001 года в Белфасте в тяжёлом весе.
  - Победил Куртузса Скаба (Венгрия) RTD-2
  - Победил Виталия Бута (Германия) RSCO-3
  - Победил Алексея Мазикина (Украина) RTD-2

## Профессиональная карьера
Сразу после чемпионата мира Чагаев переходит в профессионалы окончательно.

### 2001—2005
В третьем поединке отправил на пенсию известного американского джорнимена, Эверетта Мартина.
Имея в активе 5 побед, встречается с Робом Кэллоуэем (43-3). Руслан легко выигрывал и устроил Каллоуэю стоячий нокдаун, казалось до нокаута осталось несколько секунд. Но рефери прекратил бой и засчитал техническую ничью из-за рассечений у Каллоуэя, вызванных непреднамеренным столкновением головами. После этого Руслан Чагаев победил непобежденного Зэка Грэма ТКО3, Даниэля Франка КО2.
Затем он встретился с очень неудобным Седриком Филдсом. Это был второй бой, проведенный Русланом за Universum. Бой был равным. Зрители освистали результат — решение в пользу Чагаева.
Через два боя Руслан сполна реабилитировался, чисто нокаутировав Филдса уже во втором раунде, победив перед этим россиянина Алексея Варакина.
В следующем бою Чагаев снова поразил всех своей ударной мощью, нокаутировав очень стойкого бойца Гэринга Лейна в пятом раунде. Решающую роль в победе сыграли удары по печени. Среди следующих побед узбекского бойца нужно отметить победу над хорошим джорнименом Шерманом Вильямсом по очкам.
Далее последовала победная серия над известными боксёрами, среди которых стал реванш с Робом Кэллоуэем, в котором Чагаев нокаутировал Роба уже во втором раунде и закрыл единственный спорный результат в послужном списке.
На пути к чемпионскому титулу Чагаев победил ещё троих серьёзных соперников, которыми были украинец Владимир Вирчис, известный англичанин Майкл Спротт.

### 2006-2011

#### Отборочный бой с Джоном Руисом
18 ноября 2006 года в элиминаторе WBA Чагаев победил раздельным решением судей бывшего чемпиона мира Джона Руиса. Бой проходил с небольшим преимуществом Руслана Чагаева, который в каждом раунде был немного точнее. Руис же в данном бою, отказался от своей привычной тактики, когда он старался измотать соперников в клинче, и постоянно шёл в размен ударами. Однако, по-настоящему опасных моментов ни для кого из боксеров за поединок не было. В результате исход боя решили судьи. Один судья неожиданно отдал победу Джону Руису со счетом: 115—114. Однако, двое других судей справедливо посчитали, что сильнее был Чагаев: 117—111 и 116—112.

#### Чемпионский бой с   Николаем Валуевым
Следующим оппонентом Руслана Чагаева стал российский боксёр Николай Валуев за титул чемпиона мира. Бой состоялся 14 апреля 2007 года в Порше-Арене в Штутгарте, Германия. Чагаев был обязательным претендентом и бой с ним был неизбежен. Оба боксёра до встречи друг с другом были непобеждёнными. Весь бой Руслан Чагаев доминировал. По результатам 12-раундового боя чемпионский титул перешёл от Николая Валуева к Руслану Чагаеву, который одержал победу по очкам. Николай Валуев после боя согласился с решением судей и сослался на физическую подготовленность Руслана Чагаева.

#### Возможный бой с Султаном Ибрагимовым
В 2007 году в Москве планировался объединительный бой между чемпионом мира по версии WBA Русланом Чагаевым и чемпионом мира по версии WBO Султаном Ибрагимовым. Это должен был быть первый объединительный бой с 1999 года и первый объединительный бой, прошедший не на территории США и первый объединительный бой, в котором не участвовал бы американец. Однако бой пришлось отменить из-за гепатита у Чагаева

#### Лишение титула
Завоевав чемпионский титул, Чагаев стал выходить на ринг всё реже из-за проблем со здоровьем и провёл лишь два поединка за два года. Он отстоял свой титул в бою с Мэттом Скелтоном и непобеждённым Карлом Дэвисом Драмондом. WBA из-за такой редкости боёв объявила Чагаева «чемпионом на каникулах».

#### Чемпионский бой с Владимиром Кличко
Из-за проблем со здоровьем сорвался реванш с Николаем Валуевым, который стал обязательным претендентом на титул Чагаева. Из-за невозможности проведения этого поединка Чагаева лишили звания. Спустя небольшое время у другого топового боксёра, Владимира Кличко, возникла аналогичная проблема с подбором соперника, и Чагаев с Владимиром в короткие сроки заключили контракт на совместный бой. Поскольку оба очень высоко котировались в рейтингах, в этом бою, помимо поясов Кличко, разыгрывался вакантный титул чемпиона The Ring. Титул WBA не разыгрывался, так как ассоциация не дала санкцию на проведение объединительного боя и лишила звания Чагаева перед поединком.
20 июня 2009 года Руслан Чагаев вышел на ринг с чемпионом мира по версиям WBO и IBF, Владимиром Кличко
- На момент боя Руслан Чагаев был действующим чемпионом по версии WBA, но бой объединительным не являлся, поскольку WBA отказалась его санкционировать и титул этой организации в бою не разыгрывался.
- В этом бою также впервые с 2004 года разыгрывался пояс одного из самых авторитетных мировых журналов о боксе «The Ring» в тяжелом весе. Этот пояс разыгрывается при встрече двух самых сильных боксеров в мире по версии этого журнала.

Кличко захватил инициативу с первых секунд поединка. Чагаев пытался контратаковать, однако сильнейший джеб Владимира оказался для него серьёзной преградой. Во втором раунде Кличко правым кроссом отправил Чагаева в нокдаун. После четвёртого раунда было заметно кровотечение из полости рта и носа у Чагаева. Односторонний бой остановили секунданты Чагаева перед началом 10-го раунда.
После первого поражения Чагаев провёл два рейтинговых боя — с известным австралийцем Кали Миеном и американцем Трэвисом Уолкером. Эти поединки вновь подняли Чагаева в рейтинге WBA. А после объявления этого титула вакантным Чагаев был назначен претендентом на чемпионский бой с российским проспектом Александром Поветкиным.

#### Чемпионский бой с Александром Поветкиным
27 августа 2011 года Чагаев вышел на ринг с россиянином Александром Поветкиным в бою за вакантный титул регулярного чемпиона мира по версии WBA. С самого начала боя Александр начал прессинговать и идти в атаку, как и планировал его тренер Тедди Атлас. До конца 5-го — начала 6-го раунда преимущество Поветкина было значимым и по очкам он лидировал. Затем, однако, Чагаев сам начал боксировать гораздо агрессивнее. Его качественные атаки всё чаще доходили до цели и в какой-то момент чаша весов склонилась в его пользу. Однако Чагаев быстро начал уставать, и начиная с 11-го раунда преимущество снова перешло к Поветкину, который, хоть и не сильно, но все же пробивал сильный блок Чагаева. В итоге Руслан прибавил в последнем раунде и в целом превзошёл оппонента в качестве ударов, при этом заметно уступив в их количестве. В конце судьи единогласным решением отдали победу Поветкину: 116—112, 117—113, 117—113.

### 2012—2016
После поражения от Александра Поветкина Руслан не выходил на ринг в 2011 году. Утратив позиции в рейтингах, с начала 2012 года Чагаев начал постепенно восстанавливаться с восьмираундовых боёв. Так 28 января, Руслан единогласным решением судей победил известного боксёра Керстона Мансуэлла, в своё время подающего надежды и имевшего двадцать последовательными побед в начале профессиональной карьеры. 
21 апреля Руслан Чагаев убедительно нокаутировал американца  Билли Замбрана, который прославился убедительным противостоянием в 2005 году самому Риддику Боу и уступил ему спорным решением судей. Чагаеву удалось убедительно победить Замбрана нокаутом в третьем раунде, дважды отправив его в нокдаун. 
1 сентября 2012 года в андеркате боя «Феликс Штурм — Даниэль Гил» нокаутировал в 7-м раунде малоизвестного немецкого джорнимена Вернера Крейскотта.

#### Возможный бой с  Майком Пересом
1 декабря 2012 года Руслан должен был провести четвёртый бой в этом году против непобеждённого кубинца Майка Переса (18-0), но за неделю до боя Перес получил травму, и поединок был отменён.

#### Бой с Фресом Окендо
6 июля 2014 года в бою за звание регулярного чемпиона мира в тяжёлом весе по версии WBA, победил раздельным решением судей Фреса Окендо. Поединок прошёл на Ахмат Арене в Грозном (Чечня).

#### Бой с Франческо Пьянетой
11 июля 2015 года в немецком городе Магдебург состоялся боксёрский вечер, главным событием которого стал поединок Руслана Чагаева и Франческо Пьянеты. Уже в первом раунде Чагаев отправил соперника в нокдаун. Пьянета сумел подняться, но в себя не пришёл и до окончания раунда вновь оказался в нокдауне. Пьянета поднялся до счёта «десять» и на этот раз, но рефери остановил бой, видя, что он не способен продолжать. Таким образом, Чагаев успешно провёл первую защиту своего титула.

#### Бой с Лукасом Брауном
5 марта 2016 года в Грозном в спорт-холле «Колизей» состоялся поединок между регулярным чемпионом мира по версии WBA Русланом Чагаевым (34-2-1) и австралийским претендентом Лукасом Брауном (23-0). Чагаев доминировал весь бой, в 6-м раунде он отправил Брауна в нокдаун, но Браун сумел восстановиться. В 10-м раунде Браун поймал Чагаева встречным правым в челюсть и отправил его в нокдаун. Тот смог подняться, но Лукас прижал Руслана к канатам и провёл серии прицельных ударов. Рефери принял решение остановить бой. Таким образом, Руслан Чагаев, потерял титул регулярного чемпиона мира по версии WBA, уступив австралийцу Лукасу Брауну техническим нокаутом в 10-м раунде. На момент остановки боя Чагаев вел на картах 3 судей (88-81 и 88-82 дважды). Позже у Брауна в крови был обнаружен допинг и лишили титула, вернув Чагаеву, но результат боя не изменили.

### Завершение карьеры
17 октября 2016 года принял окончательное и бесповоротное решение завершить боксёрскую карьеру. Причиной тому стала проблема со зрением, которая усилилась после последнего  боя с Лукасом Брауном.

### Таблица профессиональных поединков
В таблице перечислены результаты всех поединков боксёров.
В каждой строке указан результат поединка. Дополнительно номер поединка обозначен цветом, который обозначает итог поединка. Расшифровка обозначений и цветов представлена в нижеследующей таблице.
| Пример | Расшифровка                     |
| ------ | ------------------------------- |
|        | Победа                          |
|        | Ничья                           |
|        | Поражение                       |
|        | Планируемый поединок            |
|        | Поединок признан несостоявшимся |
| КО     | Нокаут                          |
| ТКО    | Технический нокаут              |
| PTS    | Решение судей (по очкам)        |
| UD     | Единогласное решение судей      |
| MD     | Решение большинства судей       |
| SD     | Раздельное решение судей        |
| RTD    | Отказ от продолжения боя        |
| DQ     | Дисквалификация                 |
| NC     | Поединок признан несостоявшимся |

| Бой | Дата             | Соперник                    | Судья                 | Место боя                             | Раундов         | Дополнительно |
| --- | ---------------- | --------------------------- | --------------------- | ------------------------------------- | --------------- | --- |
| 34-3-1 | 5 марта 2016     | Лукас Браун (23-0-0)        | Стэнли Кристодулу     | Спорт-холл «Колизей», Грозный, Россия | TKO10 (12) 2:02 | Потерял титул регулярного чемпиона мира по версии WBA в тяжёлом весе (2-я защита Чагаева). Браун в нокдауне в 6-м раунде. Чагаев в нокдауне в 10-м раунде. |
| 34-2-1 | 11 июля 2015     | Франческо Пьянета (31-1-1)  | Жан-Луи Леглан        | GETEC Arena, Магдебург, Германия      | KO1 (12) 2:53   | Защитил титул регулярного чемпиона мира по версии WBA в тяжёлом весе (1-я защита Чагаева).                                                                 |
| 33-2-1 | 6 июля 2014      | Фрес Окендо (37-7-0)        | Стэнли Кристодулу     | Ахмат-Арена, Грозный, Россия          | MD (12)         | Завоевал вакантный титул регулярного чемпиона по версии WBA в тяжёлом весе.                                                                                |
| 32-2-1 | 5 октября 2013   | Йово Пудар (30-3-0)         | Андрей Балашов        | СК Олимпийский, Москва, Россия        | UD (12)         | 118-111, 117-109, 115-110. Выиграл титул PABA. Пудар в нокдауне в 3 раунде.                                                                                |
| 31-2-1 | 22 марта 2013    | Майк Шеппард                | Жан-Пирре Ван Имшу    | Оберхаузен, Германия                  | KO1 (8)         | |
| 30-2-1 | 1 сентября 2012  | Вернер Крэйскотт            | Арнольд Голгер        | Оберхаузен, Германия                  | TKO7 (8) 0:14   | |
| 29-2-1 | 21 апреля 2012   | Билли Замбран               | Холгер Вейманн        | Шверин, Германия                      | KO3 (8) 1:26    | |
| 28-2-1 | 28 января 2012   | Кертсон Мансуэлл            | Франк Майкл Масс      | Гамбург, Германия                     | UD (8)          | |
| 27-2-1 | 27 августа 2011  | Александр Поветкин          | Хиберт Эрл            | Эрфурт, Германия                      | UD (12)         | Бой за вакантный регулярный титул WBA. |
| 27-1-1 | 19 ноября 2010   | Трэвис Уокер                | Франк Майкл Масс      | Гамбург, Германия                     | UD (8)          | |
| 26-1-1 | 22 мая 2010      | Кали Миен                   | Луис Пабон            | Росток, Германия                      | UD (12)         | Претендентский бой WBA. |
| 25-1-1 | 20 июня 2009     | Владимир Кличко             | Эдди Коттон           | Гельзенкирхен, Германия               | RTD9 (12) 3:00  | Бой за титулы IBF, IBO, WBO, вакантный титул The Ring. Титул Чагаева по версии WBA, не на линии.                                                           |
| Из-за отказа Чагаева от поединка против Николая Валуева, Руслан был объявлен "чемпионом на каникулах", а позже лишен титула WBA. |                  |                             |                       |                                       |                 | |
| 25-0-1 | 7 февраля 2009   | Карл Дэвис Драмонд          | Густаво Падилла       | Росток, Германия                      | TD6 (12) 3:00   | Защитил титул WBA |
| 24-0-1 | 19 января 2008   | Мэтт Скелтон                | Гильермо Перес Пинеда | Дюссельдорф, Германия                 | UD (12)         | Защитил титул WBA. |
| 23-0-1 | 14 апреля 2007   | Николай Валуев              | Луис Пабон            | Порше Арена, Штутгарт, Германия       | MD (12)         | Выиграл титул WBA (первый титул чемпиона мира в карьере Чагаева).                                                                                          |
| 22-0-1 | 18 ноября 2006   | Джон Руис                   | Дерек Милхам          | Дюссельдорф, Германия                 | SD (12)         | Претендентский бой WBA. |
| 21-0-1 | 15 июля 2006     | Майкл Спротт                | Рауль Саиз мл.        | Гамбург, Германия                     | ТКО8 (12) 2:54  | Защитил титул WBA Inter-Continental, выиграл вакантный титул WBO Asia Pacific.                                                                             |
| 20-0-1 | 11 марта 2006    | Владимир Вирчис             | Стэнли Кристодулу     | Гамбург, Германия                     | MD (12)         | Выиграл титулы WBA Inter-Continental и WBO Inter-Continental.                                                                                              |
| 19-0-1 | 7 января 2006    | Роб Кэллоуэй                | Арнольд Гольгер       | Мюнхен, Германия                      | КО2 (10) 2:10   | |
| 18-0-1 | 22 октября 2005  | Марк Кренс                  | Герберт Уриш          | Галле, Германия                       | КО5 (8) 1:28    | |
| 17-0-1 | 28 сентября 2005 | Джусимар-Франциско Гиполито |                       | Гамбург, Германия                     | ТКО1 (8) 0:50   | Гиполито дважды в нокдауне. |
| 16-0-1 | 26 марта 2005    | Шерман Уильямс              | Менфред Кюхлер        | Риза, Германия                        | UD (8)          | |
| 15-0-1 | 14 декабря 2004  | Томми Коннелли              | Курт Штрёер           | Зёльден, Австрия                      | ТКО2 (8) 1:51   | |
| 14-0-1 | 16 ноября 2004   | Асмир Войнович              | Генрих Мюхмерт        | Куксхафен, Германия                   | ТКО4 (10) 0:45  | |
| 13-0-1 | 26 октября 2004  | Уилли Уильямс               | Менфред Кюхлер        | Росток, Германия                      | КО3 (8) 2:25    | |
| 12-0-1 | 31 июля 2004     | Геринг Лейн                 | Герберт Урих          | Штутгарт, Германия                    | КО5 (8) 1:46    | |
| 11-0-1 | 22 июня 2004     | Седрик Филдз                |                       | Тельфс, Австрия                       | КО2 (8) 2:45    | |
| 10-0-1 | 18 мая 2004      | Уэйд Льюис                  | Менфред Кюхлер        | Любек, Германия                       | ТКО1 (6) 2:33   | |
| 9-0-1 | 30 марта 2004    | Алексей Варакин             |                       | Ахен, Германия                        | КО2 (6)         | |
| 8-0-1 | 17 февраля 2004  | Седрик Филдз                | Менфред Кюхлер        | Любек, Германия                       | UD (6)          | |
| 7-0-1 | 18 ноября 2003   | Даниэль Франк               | Менфред Кюхлер        | Гамбург, Германия                     | КО2 (6) 0:54    | |
| 6-0-1 | 22 мая 2003      | Заким Грэхем                | Бени Эстевс мл.       | Янкерс, США                           | ТКО3 (10) 2:26  | |
| 5-0-1 | 5 октября 2002   | Роб Кэллоуэй                | Рон Каннингем         | Кобо, Детройт, США                    | TD3 (10) 2:41   | Остановка из-за рассечения у Кэллоуэйя |
| 5-0 | 11 мая 2002      | Крис Исаак                  | Кеч Хагес             | Байлкси, США                          | UD (8)          | |
| 4-0 | 14 апреля 2002   | Вал Смит                    | Джей Нади (en)        | Лас-Вегас, США                        | КО1 (4) 2:26    | |
| 3-0 | 21 сентября 2001 | Эверетт Мартин              |                       | Ташкент, Узбекистан                   | ТКО4 (4)        | |
| 2-0 | 3 сентября 1997  | Брайн Джонс                 | Шон Куртин            | Роземонт, США                         | КО2 (4) 1:10    | |
| 1-0 | 21 августа 1997  | Донни Пенельтон             | Хенаро Родригес       | Орора, США                            | КО1 (4) 2:30    | Профессиональный дебют. |
| Бой | Дата             | Соперник                    | Судьи                 | Место боя                             | Раундов         | Дополнительно |

## Личная жизнь
Руслан Чагаев — по национальности чистокровный татарин и приверженец ислама. Его отец, Шамиль Чагаев, является мишарём из села Калда (Барышский район Ульяновской области), в 1950 году семья переехала в Узбекскую ССР. Мать, Замира Чагаева, родилась в Узбекистане, умерла в 2005 году в Москве.
У Чагаева есть сестра Луиза.
Жена — Виктория, армянка, также из Андижана, окончила Андижанский медицинский институт, врач общего профиля.
В ноябре 2003 года Чагаев получил приглашение выступать за гамбургский клуб Universum. Жена приехала к нему через пять месяцев. В начале марта 2004 года Руслан подписал контракт. Руслан проживает в Гамбурге со своей семьёй, приобрел собственное жилье.
Руслан и Виктория имеют троих детей. Их первый сын, Артур, родился 24 марта 2004 года. Второй сын, Алан, родился 15 августа 2007 года в Гамбурге.. Дата рождения  третьего сына, Адама, неизвестна.

## Награды и звания
- Почётное звание «Узбекистон ифтихори» (1998)[17]
- Заслуженный спортсмен Республики Узбекистан (2000)[18]
- Орден «Эл-юрт хурмати» (2001)[19]
- Орден «Буюк хизматлари учун» (2007)[20]